# Batería de calcio plata
Las baterías de aleación Calcio-Plata son baterías con electrolito agua-ácido, pero con rejillas fabricadas con aleación Calcio-Plata, en vez de las tradicionales rejillas plomo-antimonio, justamente este tipo de batería está reemplazando a las tradicionales baterías de plomo en su uso como baterías de arranque. Se destacan por su mayor resistencia a la corrosión y a los efectos destructivos de las altas temperaturas. El resultado de estas mejoras se manifiesta en una mayor vida útil de la batería y mantenimiento de la potencia de arranque a lo largo del tiempo.

## Características
- resistencia a la corrosión
- resistencia a las altas temperaturas
- vida útil o de uso (media de 6 años)
- Mínima autodescarga

## Inconvenientes
Generalmente necesitan más tensión de carga (14,4-14,8V) por lo que no se recomiendan en vehículos antiguos, ya que sus sistemas generadores de energía (alternadores) dan tensiones más bajas que los de los vehículos modernos.
También sucede con los cargadores estáticos, ya que algunos no llegan a cargar estas baterías.